# Anton Jobst
Anton Jobst, slovenski skladatelj, organist, zborovodja in pedagog, * 12. september 1894, Brdo pri Šmohorju (Ziljska dolina), † 11. julij 1981, Žiri. 
Sorodnik izdelovalca orgel in dunajskega poslanca Franceta Grafenauerja ter slavista Ivana Grafenauerja je prvi pouk dobil v domačem kraju, kjer je bil orglar njegov oče Nikolaj. Glasbeno se je izšolal na orglarski šoli v Ljubljani, kasneje pa še pod mentorstvom skladatelja Stanka Premrla. Večino kariere je deloval kot orglar in skladatelj v Žireh. Bil je vojak v 1. svetovni vojni v Galiciji in na Soški fronti (prejel je štiri odlikovanja za hrabrost). Leta 1922 se je poročil z Marijo Kathern in v tem zakonu imel 5 otrok. Med letoma 1947 in 1970 je bil tudi glasbeni pedagog. Več desetletij je vodil pihalno godbo tovarne Alpina. Pokopan je v Žireh, kjer ima tudi manjši spomenik (bronasta portretna glava, M. Frlic). Spominsko ploščo z dvojezičnim napisom so postavili tudi na rojstni hiši na Brdu 11 pri Šmohorju.